# L'amour avec des si
L'Amour avec des si é um filme francês de 1962 dirigido por Claude Lelouch. Após o fracasso de seu primeiro longa, Le propre de l'homme, Lelouch conseguiu dar a volta por cima com L'Amour avec des si quando o filme passou na Suécia e recebeu elogios do diretor Ingmar Bergman.
L'Amour avec des si é um road movie sobre um homem de meia idade que dá carona a uma jovem ao mesmo tempo em que notícias sobre um sádico recém-forajido que ataca jovens garotas aparecem no rádio. Lelouch freqüentemente corta da história principal para imagens que ilustram o conteúdo do rádio.

## Elenco
- Guy Mairesse ...Robert Blam
- Janine Magnan ...O carona
- Jean Franval ...policial
- Richard Saint-Bris ...comissário
- France-Noëlle ...Gerente do hotel
- Jacques Martin ...jornalista
- Jean Daurand ...Gerente da pousada
- Bernard Papineau ...Papineau
- Mosin
- Joëlle Picaud ...A vítima do bosque
- Lyonnais
- Jacqueline Morane ...Morane
- Rita Maiden ...Garçonete